# Robert Mouynet
Robert Mouynet (Toulon, 25 de março de 1930) é um ex-futebolista e treinador francês que atuava como defensor.

## Carreira
Robert Mouynet fez parte do elenco da Seleção Francesa de Futebol, na Copa do Mundo de 1958. 

## Títulos
- Copa do Mundo de 1958: 3º Lugar